# Franz Beinvogl
Franz Beinvogl es un deportista alemán que compitió para la RFA en bádminton. Ganó una medalla de bronce en el Campeonato Europeo de Bádminton de 1968 en la prueba de dobles.

## Palmarés internacional
| Campeonato Europeo | Campeonato Europeo | Campeonato Europeo | Campeonato Europeo |
| Año                | Lugar              | Medalla            | Prueba             |
| ------------------ | ------------------ | ------------------ | ------------------ |
| 1968               | Bochum (RFA)       | Medalla de bronce  | Dobles             |